# Suqour al-Cham
Le Liwa Suqour al-Cham  (arabe : لواء صقور الشام, La Brigade des faucons du Levant) est un groupe rebelle de la guerre civile syrienne. Fondé en septembre 2011, il fusionne avec Ahrar al-Cham le 22 mars 2015. Le groupe redevient indépendant le 27 septembre 2016, avant de rallier une nouvelle fois Ahrar al-Cham le 25 janvier 2017, puis le Front national de libération le 1er août 2018. Le 29 janvier 2025, à l'occasion de la conférence de la victoire de la révolution syrienne (en), la dissolution des Suqour al-Cham est annoncée en même temps que celle de tous les autres groupes rebelles ayant pris part à l'offensive à l'origine de la chute du régime de Bachar al-Assad. 

## Logos

Logo de Suqour al-Cham en 2011 et 2012.
Logo de Suqour al-Cham en 2013.
Logo de Suqour al-Cham de 2013 à 2017.

## Histoire

### Fondation
Suqour al-Cham est fondé en septembre 2011 à Jabal al-Zawiya, dans le nord-ouest du gouvernorat d'Idlib. Il s'étend par la suite dans l'ensemble du gouvernorat d'Idlib et du gouvernorat d'Alep. 

### Affiliations
Initialement affilié à l'Armée syrienne libre et au Front islamique de libération syrien. Il fait partie des groupes qui forment le Front islamique le 22 novembre 2013,.
Le groupe est affaibli par la perte de plusieurs de ses brigades vers fin 2013 et début 2014, il a subi de lourdes pertes et grande parte de ses combattants font défection,. Le 22 mars 2015, il annonce sa fusion avec Ahrar al-Cham.
Le 3 septembre 2016, Suqour al-Cham se retire d'Ahrar al-Cham et redevient indépendant.
Le 27 septembre 2016, Suqour al-Cham rallie l'Armée de la conquête.
En janvier 2017, dans le gouvernorat d'Idlib et l'ouest du gouvernorat d'Alep, de violents combats éclatent entre d'un côté le Front Fatah al-Cham et de l'autre Ahrar al-Cham, Suqour al-Cham et des groupes de l'Armée syrienne libre. Le 25 janvier 2017, Suqour al-Cham et plusieurs autres groupes rebelles — Fastaqim Kama Umirt, l'Armée des Moudjahidines, Kataeb Thuwar al-Cham, ainsi que les unités de Jaych al-Islam et du Front du Levant présentes dans la région d'Idlib — annoncent leur fusion au sein d'Ahrar al-Cham, espérant ainsi par ce ralliement obtenir l'aide et la protection de ce groupe contre le Front Fatah al-Cham,,,,,,. 
Fin 2017, la branche locale du groupe située dans le gouvernorat d'Alep intègre l'Armée nationale syrienne.
Le 1er août 2018, Suqour al-Cham rallie une autre coalition : le Front national de libération,.

### Dissolution
En novembre-décembre 2024, les Suqour al-Cham prennent part, au sein du commandement des opérations militaires, à l'offensive qui renverse le régime de Bachar al-Assad. Le 29 janvier 2025, lors de la conférence de la victoire de la révolution syrienne (en), le porte-parole du commandement des opérations militaires, Hassan Abdel Ghani, annonce que « toutes les factions militaires » ayant pris part à l'offensive « seront dissoutes et intégrées aux institutions de l'État », y compris Suqour al-Cham, dont le chef, Ahmad Issa al-Cheikh (ar), prononce un discours pour l'occasion.

## Idéologie
Selon l'universitaire belge Thomas Pierret, Suqour al-Cham est un groupe salafiste et nationaliste qui prône l'instauration d'État islamique en Syrie. 

## Effectifs et commandement
En 2013, Suqour al-Cham compte environ 9 000 à 10 000 hommes,. Mais en 2014, un grand nombre de ses combattants font défection,.
Le chef du mouvement est Ahmad Issa al-Cheikh (ar). Le 21 décembre 2024, ce dernier est nommé gouverneur d'Idlib par le commandement général des factions armées de l'opposition syrienne.
Au sein de Suqour al-Cham, le Franco-Syrien, Abdelrahman Ayachi, dit « Abou Hajar », dirige un bataillon de 600 hommes, jusqu'à sa mort le 19 juin 2013. En 2013, son père, l'imam franco-syrien Bassam Ayachi rejoint le groupe et devient juge islamique dans la région d'Idlib.

## Actions
En 2020, des combattants du groupe sont engagés en Libye, où ils prennent part à la bataille de Tripoli.